# Ayse
Ayse település Franciaországban, Haute-Savoie megyében. Lakosainak száma 2325 fő (2022. január 1.). Ayse Bonneville, Marignier, Saint-Jean-de-Tholome, Saint-Jeoire és Vougy községekkel határos.

## Népesség
A település népességének változása:
| Lakosok száma | 2093 | 2119 | 2191 | 2145 | 2220 | 2219 | 2225 | 2274 | 2325 |
|               | 2013 | 2015 | 2016 | 2017 | 2018 | 2019 | 2020 | 2021 | 2022 |